# Sabelo Ndzinisa
Sabelo Wilson Ndzinisa (ur. 31 lipca 1991 w Ntshanini) – suazyjski piłkarz grający na pozycji napastnika. Od 2020 jest zawodnikiem klubu Mbabane Highlanders.

## Kariera klubowa
Swoją karierę piłkarską Ndzinisa rozpoczął w klubie Mbabane Swallows. W 2012 roku zadebiutował w jego barwach w suazyjskiej pierwszej lidze. Grał w nim do 2019 roku. Trzykrotnie zdobył z nim mistrzostwo kraju w sezonach 2012/2013, 2016/2017 i 2017/2018 oraz dwukrotnie wicemistrzostwo w sezonach 2013/2014 i 2014/2015. Zdobył też dwa Puchary Eswatini w sezonach 2012/2013 i 2015/2016.
Latem 2019 Ndzinisa przeszedł do południowoafrykańskiego klubu Mbombela United FC, grającego w National First Division. Zadebiutował w nim 16 października 2019 w przegranym 0:1 wyjazdowym meczu z Royal Eagles FC. W Mbombela United grał przez rok.
W 2020 roku Ndzinisa przeszedł do Mbabane Highlanders. W sezonie 2021/2022 wywalczył z nim wicemistrzostwo Eswatini.

## Kariera reprezentacyjna
W reprezentacji Eswatini Ndzinisa zadebiutował 11 listopada 2012 roku w zremisowanym 0:0 towarzyskim meczu z Lesotho, rozegranym w Manzini.